# 塔维亚诺
塔维亚诺（義大利語：Taviano），是意大利莱切省的一个市镇。总面积21平方公里，人口12642人，人口密度602.0人/平方公里（2009年）。ISTAT代码为075085。